# Cochliomyia hominivorax
Cochliomyia hominivorax là một loài ruồi trong họ Calliphoridae sống ở châu Mỹ. Chúng là loài ký sinh. Cochliomyia hominivorax là một loại ruồi mà ấu trùng (worm) có hình dáng xoắn vặn giống như đinh vít (screw-worm) khoan sâu vào cơ thể vật chủ. Đây là một loài ruồi ký sinh, trong đó các ấu trùng của nó (maggots) ăn mô sống của động vật máu nóng.

## Ký sinh
Con cái đẻ trứng ấu trùng ruồi ăn thịt vào phần thịt hoặc các vết thương hở của động vật máu nóng, vật nuôi, rốn của vật nuôi mới sinh và cả các lỗ hở trên cơ thể con người như lỗ tai. Trứng sẽ nở trong vòng 24 giờ sau đó, sử dụng thịt và các chất lỏng trên cơ thể của bất kỳ vật chủ nào làm thức ăn. Cơ thể những con ấu trùng này có các rãnh nhỏ, giúp chúng có thể khoan sâu vào cơ thể vật chủ như một chiếc đinh vít.
Năm 2013, một nữ khách du lịch người Anh sau khi sang Peru đã mang về nước những con giòi này. Đầu tiên, bà nghe thấy những tiếng cào lạ bên trong đầu, sau đó là các cơn đau khủng khiếp ở một bên mặt. Sau khi toàn bộ số giòi đã được lấy ra ngoài, tình trạng của bà dần cải thiện, tuy nhiên, ống tai bị thủng lỗ chỗ.